# Facundo Pérez Castro
Facundo Pérez Castro (San Miguel de Tucumán, Argentina, 7 de agosto de 1981) es un exfutbolista argentino. Su posición era la de mediocampista central. Además de jugar en su país, también se desempeñó en equipos de Grecia y China.

## Trayectoria
Comenzó su carrera en Argentinos Juniors donde jugó más de 100 partidos, y un buen período de tiempo también llevó la cinta de capitán. En el país también jugó en Gimnasia y Esgrima de Jujuy, San Martín de Tucumán y Arsenal.
Sus experiencias fuera del país tuvieron como destino a Grecia y China. En el primero, formó parte de Olympiakos Volou donde logró conseguir el ascenso a la primera división de ese país, coronándose campeón del torneo Beta Ethniki (como en aquel momento se llamaba la segunda división de Grecia), luego de 39 años desde el último título obtenido por el club. 
En 2011 recala en China para formar parte de Shanghái Shenhua, donde se mantuvo durante todo el año. En este equipo disputó una cantidad de 29 partidos. En 2012 es transferido al Guangdong Sunray del mismo país, donde se desempeñó durante seis meses.
En julio del año 2012 retorna al país para vestir la camiseta de Defensa y Justicia. Después de un año en el conjunto de Florencio Varela, decide ponerle fin a su carrera profesional.

## Clubes
| Club                        | País      | Año         |
| --------------------------- | --------- | ----------- |
| Argentinos Juniors          | Argentina | 1999 - 2007 |
| Gimnasia y Esgrima de Jujuy | Argentina | 2007 - 2008 |
| San Martín de Tucumán       | Argentina | 2008 - 2009 |
| Arsenal de Sarandí          | Argentina | 2009 - 2010 |
| Olympiakos Volou            | Grecia    | 2010 - 2011 |
| Shanghái Shenhua            | China     | 2011        |
| Guangdong Sunray            | China     | 2012        |
| Defensa y Justicia          | Argentina | 2012-2013   |

## Selección nacional
Ha sido internacional con la Selección Argentina Sub-20 en el año 2001.